# 羅傑·皮安東尼
羅傑·皮安東尼（1931年12月26日—2018年5月26日）是一名法國前足球運動員，司職內鋒，是1950年代末法國國家隊的明星球員。1949-1950賽季，他隨洛林球會南錫獲得聯賽冠軍，並以35球成為聯賽神射手 在1958世界盃上，皮安東尼被認為是他那個時代最優秀的法國球員之一。 他被暱稱為 Bout d'chou，意為“捲心菜尖”，在法甲聯賽中以203個入球排名法甲史上射手榜第六。

## 早年
羅傑·皮安東尼在比默爾特-摩澤爾省皮耶訥社區的礦業小鎮拉穆里埃度過他的青年時代。在那裡，他因與當地球會US Piennes的查德·西索瓦斯基一起踢球而聞名。1948年隨南錫青年軍在全國青年盃賽中擊敗東南青年隊奪得冠軍。 亨利·比安凱里和法蘭西斯·梅諾也在東南隊。皮安東尼後來還與北方青年隊的雷蒙德·科帕謝夫斯基進行比賽。次年，他被選入法國青年軍參加歐洲錦標賽。然而，由於有氧運動不足，他表現不佳。同為法國國家隊球員的米高·柏天尼後來也經歷同樣的失望。

## 球會生涯

### 南錫
19歲的皮安東尼在1950-1951賽季效力法甲球會南錫，開始他的職業球員生涯。 在法甲的第一場比賽中，於1950年8月27日對陣，他射入兩球。在他的首個賽季，他就以27個入球成為聯賽神射手。他在第28天對陣勒哈弗爾 (6-1) 的比賽中射入5球，並對朗斯 (4-2) 和在最後一天對斯特拉斯堡(5-1) 的比賽中射入兩個大四喜（一場4個入球）。1952年11月，在與愛爾蘭的友賽中，他首次入選法國國家隊。
在效力南錫的七個賽季中，皮安東尼一共射入92球。皮安東尼和他的隊友在法國盃賽中取得一些優異成績。他們進入1950-1951賽季的準決賽，並在1953年進入決賽（5月31日在科隆布舉行）。雅克·法夫爾率領的南錫以2-1負於里爾。幾個月後，即1953年9月23日，南錫在新查馬丁球場（後來更名為聖地牙哥·班拿貝球場）的一場友賽中以4-2擊敗皇家馬德里。這場比賽非常精彩，皮安托尼代表南錫以正式球員登場，艾法度·迪史提芬奴代表皇家馬德里的首戰。
然而，南錫其後面臨著重大的財務問題。在1956-1957賽季，他們被降級到法乙聯賽，球會被迫讓最優秀的球員離開。皮安東尼以25萬法郎（1960年前為2500萬前法郎，約合25.6萬美元）的價格轉會至剛將雷蒙·科帕賣給皇家馬德里的蘭斯。

### 蘭斯
1958年在隊友的幫助下登陸香檳副首都蘭斯，皮安東尼與祖斯·方亭和尚·文森一起贏得法甲冠軍。他們很快就忘記一年前離開去皇家馬德里的雷蒙·科帕，皮安東尼成為奧古斯特德洛納體育場上的英雄。1958年3月，皮安東尼在對同省對手色當的比賽中成就一個大四喜。5月1日，蘭斯獲得法甲冠軍，皮安東尼在1958年法國盃前幾週獲得他的第一個國家級獎盃。
他在1957-1958賽季的32場比賽中射入17球，隨後的賽季又射入20球。 在進攻線上，這似乎是與祖斯·方亭成為完美搭配，他們在1950年代和60年代初期主宰法甲聯賽。
當時，皮安東尼和他的幾位隊友還參加1958年瑞典世界盃，當時法國隊領隊阿爾伯特·巴特也是球會領隊，最後法國隊在準決賽中被巴西擊敗，只獲得季軍。
在瑞典建功立業後，皮安東尼回歸蘭斯爭逐法甲聯賽，但衛冕冠軍的蘭斯舉步維艱；它在球季未以八分之差排名第四。個人而言，皮安東尼在30場比賽中射入20球，取得成功。 在歐洲賽場上，蘭斯在歷史上第二次進入歐洲冠軍盃決賽。1959年6月3日在斯圖加特舉行的決賽中，他們在歐洲冠軍盃爭奪戰中輸給皇家馬德里 (0–2)。
在這場非凡的歐洲之旅結束幾週後，皮安東尼和他的隊友們參加1959年至1960年的法甲聯賽。在38場比賽中射入109球。 這種非凡的攻力只有巴黎競技能夠與之匹敵，這是唯一一家能夠在進攻線上與他們競爭的球會。皮安東尼已經兩次獲得冠軍頭銜，那個賽季他射入18個入球（仍然比隊友方亭少十個）。
1960-61賽季對於蘭斯來說並不那麼輝煌，他們在五月份落後摩納哥7分，原因是幾個月前他們的明星前鋒方亭受了重傷，他的雙腿骨折，實際上結束他的職業生涯。由於這次受傷，方亭的受傷結束了將皮安東尼轉會到阿根廷球會河床體育會的討論。皮安東尼隨後成為球隊的頭號射手，並成為該賽季該國最佳組織者，距離他在南錫獲得神射手稱號已經過去11年。
1959年10月11日，在法國對保加利亞的國際賽中，他被尼古拉·科瓦切夫擊傷，膝蓋骨折。 受傷需要進行多次手術，並對他的職業生涯產生深遠的影響。這種反复受傷使他經歷無法上場，需要長時間康復。在蘭斯的最後三個賽季，即1961年至1964年，他只上陣37場聯賽，射入23個入球。1961-1962年，他們贏得第六次法甲冠軍，儘管他的身體有問題，但他僅出場18場比賽中就射入16球。
1964年5月3日，他在蘭斯主場以1-4負於華倫西恩斯的比賽中射入他在蘭斯的最後一球。

### 尼斯
1964年，皮安東尼加盟法乙球會尼斯，在那裡皮安東尼完成一個完整的賽季，帶領尼斯贏得法乙聯賽冠軍，並在下個賽季升入法甲聯賽，之後他宣布退役。

## 國際賽生涯
1952年11月16日，皮安東尼在都柏林舉行的法國對愛爾蘭的友賽中首次入選，並賽和1-1。第67分鐘，皮安東尼為法國隊扳平比分。
1954年，皮安東尼沒有參加瑞士世界盃。因為幾個月前在法國對意大利的比賽中受傷，未能及時康復。
入選1958年世界盃，他帶領球隊進入準決賽的法國隊球員之一，以2-5輸給有比利壓陣的巴西隊。 與祖斯·方亭和雷蒙·科帕搭檔，皮安東尼在前五場比賽中打入四個入球，其中包括準決賽對巴西時的第二個入球。由於闌尾炎的緊急手術，他沒有在對德國隊的比賽中出場，法國隊以6-3擊敗德國隊獲得季軍。 1961年9月28日，他為法國隊進行最後一場比賽，那是1962年智利世界盃預賽對芬蘭以5-1獲勝。在比賽第79分鐘的罰球，皮安東尼射入國家隊生涯的最後一球。
從1952年到1961年，皮安東尼身披着藍色球衣出戰37場，射入18球。

## 退役後
離開尼斯後，皮安東尼於1967年至1971年成為卡龐特拉球會的領隊。後來，他於1970年8月29日至1988年12月31日擔任法國足球總會 (FFF) 聯邦委員會成員。
皮安東尼仍然活躍在洛林和並母會南錫。他還與米歇爾·杜拉克和貝爾納·佩爾一起在無線二台擔任足球比賽評述員多年。
南錫體育會所在的{馬塞爾·皮科球場的看台上刻有他的名字。

## 榮譽
蘭斯
- 法甲：1957–58、1959–60、1961–62[1]
- 法國盃：1957–58[1]
- 法國超級盃：1958及1960[1]
- 穆罕默德五世盃（英语：Mohammed V Cup）：1962
- 歐冠盃亞軍：1958–59[2]

法國
- 世界盃季軍：1958年[1]

個人
- 法甲神射手（英语：Top goalscorers in Ligue 1）：1950–51及1960–61

## 外部鏈接
- Roger Piantoni （页面存档备份，存于）於法國足球總會（法語）